# Elymnias formosana
Elymnias formosana är en fjärilsart som beskrevs av Hans Fruhstorfer 1903. Elymnias formosana ingår i släktet Elymnias och familjen praktfjärilar. Inga underarter finns listade i Catalogue of Life.